# Son Cubano
Der Son Cubano (kurz Son, von span. sonido: Laut, Klang, Schall, Ton) ist ein Musikstil aus Kuba. Die historischen Wurzeln des Son Cubano reichen etwa in die Mitte des 19. Jahrhunderts zurück.
Motive aus Tanzformen der spanischen Kolonisatoren wie Menuett, Contradanza, Bolero oder Zapateado mischten sich mit den afro-kubanischen Rhythmen zu einem eigenständigen Musikstil. Hinzu kam als weiteres Gestaltungselement der Frage- und Antwortgesang. Im improvisierten Wechselspiel zwischen Erststimme (meist Tenor) und Segundo (Bariton) werden meist alltägliche Themen behandelt, weshalb der Son auch häufig mit dem nordamerikanischen Blues verglichen wird.
Anfang des 20. Jahrhunderts gelangte dieser Musikstil in die Hauptstadt Havanna. Die spärliche Instrumentierung der Son-Gruppen – meist Trios mit Tres, Marimbula, Maracas oder Claves – wurde schnell immer weiter mit zusätzlichen Instrumenten (Kontrabass anstelle des Marimbulas, Gitarre, Bongos, Trompete) zum Sextett oder Septett aufgestockt. In den 1940er Jahren weiteten sie sich zu kompletten Tanzorchestern mit Piano, Sängern und Bläsersätzen aus, die allgemein „Conjuntos“ genannt wurden. Als Beispiel sei hierfür die 1949 gegründete Conjunto Chappottín genannt.
Die etymologische Herleitung lässt schon das Selbstverständnis des Son Cubano deutlich werden: Für die Kubaner ist er der Urklang der Musik, die Mutter aller Rhythmen. Aus ihm sind so bedeutende lateinamerikanische Musikstile hervorgegangen wie der Cha-Cha-Cha, die Rumba und der Mambo. Oft wird er auch als Vorläufer der Salsa genannt. Durch die Rhythmik der Clave, die im 3⁄2- oder 2⁄3-Takt geschlagen wird, wird vorgegeben, ob mit dem Takt oder gegen den Takt getanzt wird. Man tanzt Son, Cha-Cha-Cha, NY-Style und Mambo contratiempo, das heißt, der Schritt und somit die Betonung der tänzerischen Interpretation wird auf 2, 3, 4 und 6, 7, 8 gesetzt, während bei den musikalisch betonten Schlägen 1 und 5 eine Pause im Tanz liegt.
Den hohen Stellenwert in der kubanischen Musikgeschichte erlangte der Son Cubano auch dadurch, dass er nach der Unabhängigkeit von Spanien unter weißen und schwarzen Musikern gleichermaßen seine Anhänger gefunden hatte. Nach der Revolution hat er jedoch zunehmend an Bedeutung verloren. Das Land schottete sich gegen westliche musikalische Einflüsse wie den Jazz oder den Blues ab, was eine Weiterentwicklung erschwerte. Der Son ist im Laufe der Zeit aus dem öffentlichen Leben selbst in Kuba weitgehend verschwunden – er wurde zur „Musik der Alten“. Eine späte Blüte erlebte der Son Cubano 1996 durch Ry Cooders Weltmusik-Album Buena Vista Social Club und 1999 durch Wim Wenders’ gleichnamigen Dokumentarfilm, was ihn auf einen Schlag besonders im Ausland populär werden ließ. In Kuba finden sich seitdem wieder vermehrt neu formierte Musikgruppen, die sich dem Son Cubano widmen.